# Sztána
Sztána (románul Stana) falu Romániában, Erdélyben, Szilágy megyében, Kalotaszegen. A kalotaszegi Alszeg legkisebb települése.

## Nevének eredete
Neve a szláv Stan, Stana személynévből származik, valószínűleg magyar névadással. Történeti névalakjai: Zthara (1288), Eztana (1391), Eztha (1409), Ezthan (1440), Stana (1444). Az Esztána névváltozat még a 18. század folyamán is megjelent. Nincs köze az 'esztena' jelentésű román stână szóhoz.

## Fekvése
Bánffyhunyadtól 14,6 km-re északkeletre fekszik. Gépkocsival a DJ103N megyei úton Zsobok felől közelíthető meg.

## Története
A 13. és a 18. század között legfőbb birtokosa a Gyerőfi család volt. A 18. század folyamán más családok is szereztek benne részbirtokot.
Magyar lakossága a 16. század óta református. Román lakóiról az első adat a 18. század elejéről való. Görögkatolikus parókiáját 1795-ben szervezték.
A 14. századig Bihar, ezután 1920-ig, majd 1940 és 1944 között ismét Kolozs vármegyéhez tartozott. 1968-ban csatolták Szilágy megyéhez, elvágva hagyományos vonzásközpontjától, Bánffyhunyadtól.
A két világháború között több kőbányát is nyitottak, 1926 és 1994 között pedig alabástromot termeltek ki.
A magyar tannyelvű négy osztályos iskola 1982-ig, majd 1998 és 2002 között, a környék szórványban élő román gyermekei számára fölállított nyolc osztályos, román tannyelvű nyaralótelepi  iskola pedig 1972-ig működött.

## Lakossága
1850-ben 444 lakójából 298 volt református magyar és 144 görögkatolikus román.

1900-ban 523 lakójából 350 volt magyar és 170 román anyanyelvű; 332 református, 169 görögkatolikus, 11 római katolikus és 10 zsidó vallású. A lakosság 35%-a tudott írni-olvasni és a nem magyar anyanyelvűek 85%-a beszélt magyarul.

2002-ben 198 lakójából 136 magyar és 61 román nemzetiségű; 134 református és 58 ortodox vallású.

## Látnivalók
- Középkori elemeket tartalmazó református templomának első ismert átépítése 1640-ben történt. 1836–1838 között bővítették, átalakították. Tornya 1876-ból való. A 18. század elején készített, 42 kazettából álló mennyezete, ami jelenleg a nyugati részen található, másodlagosan felrakva, részben átfestve, Gyalui Asztalos János alkotása. A 18. század második felében Umling Lőrinc műhelye tevékenykedett a templomban, 1767-ben papi széket, 1777-ben szószékkoronát festve. A 19. század eleji nagyobb átalakítás alkalmával készült a keleti rész 36 táblás kazettás mennyezete, itt a mester megpróbálta utánozni a korábbi mennyezet díszítéseit.
- Ortodox (eredetileg görögkatolikus) templomát Kós Károly tervei szerint, 1927-ben építették.
- A mai vasútállomástól 400 méterre nyugatra és a falutól három km-re található a falu régi vasútállomása. A vasút túloldalán, a vasúti munkások egykori barakkjai helyén 1900-tól alakult ki nyaralótelep, ahol főként módos kolozsvári polgárok építtettek villákat. A telep legjelentősebb épülete, egyben Sztána legismertebb építészeti emléke Kós Károly saját háza, az eredetileg hétvégi háznak szánt Varjúvár, melyet 1909-ben tervezett, 1910 őszén és telén épített, majd 1925-ben bővített. Efölött a Csiga-dombon építette az 1920-as években a Varjú-tanyát, amelyet alkotóhelyként használt. A kettő között áll a mai telep legnagyobb épülete, a Kós által tervezett Szentimrei-villa (1924–1925). 1944. október 16. és 20. között a kalotanádasiak módszeresen kifosztották a nyaralótelepet, ekkor pusztult el a Varjú-tanya is.
- Kós Károly mellszobrát, Gergely Zoltán szobrászművész alkotását 2013. október 13-án avatták fel.

## Gazdasága
A kőbányák bezárása és a kollektív megszüntetése óta a földeket tulajdonosaik többsége nem vagy csak nagy nehézségekkel tudja megművelni. A legjelentősebb gazdasági üzem a nyereségesen működő juhászat. A fiatalok többsége már az 1960-as évek óta elvándorol, főként Kolozsvárra.

## Híres emberek
- 1911-től nyaralótelepi házában töltötte a nyarakat, majd 1918 decemberében ideköltözött Budapestről és 1944-ig itt élt Kós Károly építész, grafikus, író, könyvkiadó, politikus, művelődésszervező.
- Itt született 1919. augusztus 31-én fia, Kós Károly néprajzkutató.
- 1925-től itt töltötte a nyarakat és 1937–1944-ben itt élt Szentimrei Jenő irodalomszervező, újságíró, költő, író.
- 1914-ben Kós vendége volt Móricz Zsigmond.

## Külső hivatkozások
- Képek a Varjúvárról
- Fekete-fehér képek 1998-ból